# Velika nagrada Luksemburga

## Pobjednici

### Pobjednici po godinama
| Godina | Vozač              | Konstruktor      | Lokacija    |
| ------ | ------------------ | ---------------- | ----------- |
| 1997.  | Jacques Villeneuve | Williams-Renault | Nürburgring |
| 1998.  | Mika Häkkinen      | McLaren-Mercedes | Nürburgring |